# TV Azteca
A TV Azteca egy mexikói média konglomerátum, a Grupo Salinas cégcsoport tagja. Mexikó második legnagyobb médiuma a Televisa után. Legfőbb versenytársai a Televisa és az Imagen Televisión. A társaság két legfőbb, országos csatornája az Azteca Uno és Azteca 7 csatornák. A társaság üzemelteti még az  Azteca Trece Internacional hálózatot, aminek köszönhetően Mexikón kívül: Guatemalában, Hondurasban és az Egyesült Államokban üzemeltet csatornát.

## Története
A csatorna elődje, az állami tulajdonban levő Imevisión (Instituto Mexicano de la Televisión) amely két országos csatornát, a Red Nacional 7 és Red Nacional 13 csatornákat üzemeltette. Az 1990-es évek elején Carlos Salinas de Gortari elnöksége alatt számos állami vagyont privatizáltak, így került az Imevisiónra sor. A társaság közvetítőállomásait felosztották több újonnan alakított vállalkozás között, amelyek közül a legnagyobb az Televisión Azteca, S.A. de C.V vállalat lett. 
1993. július 18-án a társaság  összes privatizálásra szánt csatornáját egy kivételével, egy pályázó nyerte meg. Ezen a napon a mexikói pénzügyminiszter kihirdette hogy az úgynevezett "állami-tulajdonú média csomag" pályázatot egy Ricardo Salinas Pliego érdekeltségébe tartozó Radio Televisora del Centro nevű cégcsoport nyerte meg. A pályázat elnyerese tartalmazta az Imevisión Mexikóváros Ajusco negyedében található studiókomplexumot is. A pályázat 645 millió dollár összegű volt.  Az újonnan alakult társaság hamarosan felvette a Televisión Azteca nevet, amivel hamarosan az addig monopol helyzetű Televisa legfőbb konkurensévé vált. Rövidesen duopol médiarendszer alakult ki Mexikóban, a két társaság a reklámbevételek 97%-ával rendelkezett. 
A kezdetek óta a csatorna készít telenovellákat. 

## Televíziós csatornák

### Mexikóban
| Csatorna neve | Közvetítő hálózat | Tematika                                          |
| Azteca 1      | XHDF 1            | általános tematika, hírek és premier telenovellák |
| Azteca 7      | XHIMT 7           | általános tematika, sportműsorok és sorozatok     |
| adn40         | XHTVM 26          | hírek és háttérműsorok                            |

### Mexikón kívül
| Csatorna neve    | Közvetítő hálózat | Tematika |
| Azteca Guatemala | N/A               | Guatemalai csatorna melynek műsora a TV Azteca csatornáin vetített műsorainak válogatásából és helyi hírekből áll |
| Azteca Honduras  | N/A               | Hondurasi csatorna melynek műsora a TV Azteca csatornáin vetített műsorainak válogatásából és helyi hírekből áll  |

### Egykori csatornája
- Azteca América: A társaság USA-ban fogható csatornája, melynek műsora a TV Azteca műsorainak válogatásából és helyi hírekből áll, amely 2017 óta egy new york-i holding tulajdonában áll.

## Üzletágai

### Azteca Señales
Magába foglalja a TV Azteca gyártási, műsortervezési és értékesítési munkálatok koordinálását. 

### Az TV de Paga
A társaság kábeltelevíziós csatornáit tömöríti ebbe az üzletágba:
- Az Noticias
- Az Clic!
- Az Mundo
- Az Corazón
- Az Cinema
- Azteca Uno -1 hora
- Azteca Uno -2 horas

### Azteca Teatro
A társaság élő színházi, koncert közvetítéssel foglalkozó üzletága. 

### Azteca Music
1996-ban alapították, mint a társaság zenei és lemezkiadó részlege. 

### Azteca Cine
A társaság filmgyártással foglalkozó üzletága, amely a mexikói filmipart is támogatja. 

### Centro de Estudios y Formación Actoral (CEFAC)
A társaság színészképző intézménye, amelyet olyan később telenovellákban ismertté vált színészek végeztek el, mint: Paola Núñez, Adriana Louvier, Andrés Palacios, Gabriela de la Garza és Silvia Navarro. 

## Brandek

### Azteca Noticias
A társaság hírszolgálata, amely a naponta több kiadásban jelentkező Hechos hírműsort, illetve a társaság reggeli műsorát A Primera Horát, a Buenas Noches esti late night showját. Emellett Mexikóban helyi hírműsorokat készít Jalisco, Puebla, Baja California, Guanajuato, Chiapas, Veracruz, Querétaro és Baja California Sur államoknak. Ez alatt a brand alatt fut a társaság hondurasi, guatemalai és USA-ban működő helyi csatornáinak a hírműsorainak készítése. A hírigazgató: Ignacio Suárez, a műsorvezetők: Javier Alatorre, Edith Serrano, Alejandro Villalvazo.

### Azteca Deportes
A társaság sportműsoraival foglalkozó brandje. Hozzájuk tartoznak olyan, fontos sportesemények közvetítése, mint a Mexikói első osztály labdarúgó-bajnoksága, labdarúgó-világbajnokság, Copa America, CONCACAF-aranykupa, Labdarúgó-Európa-bajnokság és a National Football League. A sportműsorok igazgatója Rodolfo Ramírez. A társaság sportriporterei: Luis García Postigo, Christian Martinoli, "Zague" Antonio Rosique, Jorge Campos, Inés Sainz, Enrique Garay, Carlos Guerrero, Carlos Alberto Aguilar y Greta Rojas és sokan mások. 

### Azteca Novelas
A társaság telenovella gyártással foglalkozó brandje.  A társaság 1993 óta készít telenovellákat. A legismertebb telenovellái: Női pillantás, Másnak tűnő szerelem, Mint a filmekben, Amikor az enyém leszel , A kertész lánya, A császárnő.